# Station Lindeberg
Station Lindeberg is een station in Lindeberg in fylke Viken  in  Noorwegen. Het station langs Hovedbanen dateert uit 1944. 
Lindeberg wordt bediend door lijn L13, de stoptrein die rijdt tussen Drammen en Dal.